# Vertrag von Cudnów
Der Vertrag von Cudnów (polnisch Ugoda cudnowska) wurde 1660 nach dem Chmelnyzkyj-Aufstand in Polen-Litauen zwischen dem polnisch-litauischen König Johann II. Kasimir und den Kosaken im Zuge des Russisch-Polnischen Krieges geschlossen.

## Vorgeschichte
Während des Chmelnyzkyj-Aufstands traten die Saporoger Kosaken 1654/1658 auf die Seite Russlands über. Mit diesem Wechsel waren nicht alle Kosaken einverstanden. Die Unterordnung gegenüber dem Zaren war für viele Kosaken unbefriedigend und sie suchten wieder den Anschluss an den polnisch-litauischen König. Nach der für Polen-Litauen gewonnenen Schlacht bei Cudnów gegen Russland wechselten die Kosaken die Seiten und liefen zum polnisch-litauischen Heer über. An den Verhandlungen waren auf Seiten der Kosaken Petro Doroschenko, Mychajlo Chanenko und Iwan Bohun beteiligt.

## Beschlüsse
Es wurden die Bestimmungen der Union von Hadjatsch von 1658 erneuert, mit Ausnahme der Errichtung eines Fürstentums Ruthenien als dritten Teilstaat Polen-Litauens. Die Saporoger Kosaken unter Hetman Jurij Chmelnyzkyj wechselten in das Lager von König Johann II. Kasimir über. Die Kosaken sollten keine eigene Außenpolitik führen und sich stattdessen an den Kämpfen gegen den Zaren beteiligen. Der Vertrag von Perejaslaw zwischen den Kosaken und Russland wurde aufgehoben. Die Linksufrige Ukraine sollte wieder an Polen-Litauen angeschlossen werden.

## Nachgang
Der Vertrag ließ alle religiösen Fragen offen, da diese in der Vergangenheit die Umsetzung der bisherigen Vereinbarungen erschwerten.  
Der polnische Sejm hat den Vertrag im Jahr 1661 ratifiziert. Der polnisch-russische Krieg wurde 1667 im Vertrag von Andrussowo beendet und das Hetmanat zwischen Polen-Litauen und Russland geteilt. Diese Teilung wurde im Ewigen Frieden von 1686 bestätigt.